# Gerinne 613974
Gerinne 613974 ist ein 271 Meter langer Gebirgsbach im Ort Gföllgraben, der einen hinteren Bereich des gleichnamigen Tals durchfließt und in das Gerinne 614318 und dann in den Gföllbach mündet.